# Liuhe Quan
Liuhe Quan (zes combinatie, zes harmonie boksen) is een Chinese krijgskunst die ontstaan is in het noorden van China.

## Ontstaan
Liu He (Chinees: 六合; Kantonees IPA: [ lʊk hɐp]) gaat terug op de generaal Yue Fei (Chinees: 岳飛; Kantonees IPA: [ ŋɔːk feːi]) (17 maart 1103 - 27 januari 1142). Hij ontwierp voor zijn soldaten een effectieve speervorm voor het slagveld. Via de vechtmonniken van het Shaolinklooster werd het daarna een complete stijl met hand- en wapenvormen.
Naast het feit dat Yue Fei wordt gezien als een van de belangrijkste generaals uit de Chinese geschiedenis wordt hij ook gezien als de grondlegger van het Xing Yi Quan (vorm- en intentie boksen). Xing Yi Quan is een van de drie grote interne Chinese wushu/gongfu stijlen (naast tai ji quan en ba gua zhang) die zich kenmerkt door de explosieve krachten, die ontstaan door een combinatie van het gebruik van het lichaam als een samenwerkend geheel en de manier waarop men het gehele lichaam verplaatst.
Men zegt ook Xing Yi is Liu He, dus Liu He is Xing Yi (Chinees: 形意; Ook bekend als: Hsing Yi). Door de eeuwen heen lijkt het verschillende stijlen te zijn geworden, maar de idee van uitvoering zijn nog steeds hetzelfde gebleven.
Volgens de overlevering ontstond Liuhe Quan in het dorpje Botou, gelegen in de provincie Hebei. De eerste 'erkende' beoefenaar van deze stijl noemde Cao. Naargelang de bron leerde hij Shaolin van een rondtrekkende leraar of had hij gestudeerd aan de Shaolintempel. Wat wel vast staat is dat hij het Shaolinsysteem aanpaste rekening houdend met zijn eigen ervaringen.
Zijn eerste leerling was Li Guanming. Er wordt gesteld dat hij sinds 1850 deze stijl beoefende.
Botou bestaat uit een grote moslimgemeenschap (Hui). Hierdoor wordt deze stijl vaak bestempeld als een moslimstijl. Dit is echter niet het geval. De roots van dit systeem bevinden zich in Shaolin kung fu.
Een bekende beoefenaar van deze stijl was Tong Zhongyi, geboren in Cangzhou. Hij verwierf bekendheid door in Shanghai deel te nemen aan een open uitdaging en hier al zijn tegenstanders te verslaan.

## Kenmerken
De bewegingen in Liuhe Quan zijn comfortabel, compact en hard. Een beoefenaar zal technieken gebruiken van draak, tijger, kraanvogel, konijn en aap. Verder gebruikt men ook gevechtstaktieken gebaseerd op het diagram (yin/yang).
Het snelle voetenwerk zorgt ervoor dat men zowel snel afstanden kan overbruggen als 'rond' de tegenstander kan werken. Een mooie eigenschap van deze stijl is dat men van snel voetenwerk plots kan overgaan op een enorme stabiele houding met een enorme gronding.